# Paul Hipp
Paul Hipp est un acteur américain, né le 16 juillet 1963 à Philadelphie, Pennsylvanie.

## Filmographie
Sauf indication contraire, les informations mentionnées dans cette section peuvent être confirmées par la base de données cinématographiques IMDb,  présente dans la section « Liens externes ».

### Cinéma
- 1987 : China Girl d'Abel Ferrara : Nino
- 1988 : Sticky Fingers (en) de Catlin Adams : Michael
- 1992 : Fathers and Sons (en) de Paul Mones : Doogy
- 1992 : L'Arme fatale 3 (Lethal Weapon 3) de Richard Donner : le médecin
- 1992 : Bad Channels (en) de Ted Nicolaou (en) : Dan O'Dare (vidéofilm)
- 1992 : Bad Lieutenant d'Abel Ferrara : Jesus
- 1996 : Nos funérailles (The Funeral) d'Abel Ferrara : Ghouly
- 1997 : Volte-face (Face/Off) de John Woo : Fitch
- 1997 : Minuit dans le jardin du bien et du mal (Midnight in the Garden of Good and Evil) de Clint Eastwood : Joe Odom
- 1997 : Vicious Circles de Sandy Whitelaw : Dylan
- 1998 : Another Day in Paradise de Larry Clark : Richard Johnson
- 1998 : Cleopatra's Second Husband (en) de Jon Reiss (en) : Robert Marrs
- 2000 : Le Fantôme de Sarah Williams (Waking the Dead) de Keith Gordon : Danny Pierce
- 2000 : Sac d'embrouilles (More Dogs Than Bones) de Michael Browning : Quinn
- 2000 : Death of a Dog : Dick (+ réalisateur + montage + producteur)
- 2004 : Sunset Tuxedo de Rebecca Cammisa : Alexander (court métrage + scénariste + compositeur)
- 2006 : Bye Bye Benjamin de Charlie McDowell : le vice président (court métrage)
- 2006 : Two Tickets to Paradise (en) de D. B. Sweeney : Jason Klein
- 2006 : Hide and Seek de Paul McCrane : Franck (court métrage)
- 2007 : South of Pico (en) d'Ernst Gossner (en) : Comma
- 2010 : The Last Godfather (en) (Laseuteu Gatpadeo) de Shim Hyung-rae : Rocco
- 2011 : 4 h 44 Dernier jour sur Terre d'Abel Ferrara : Noah
- 2013 : Jay and Silent Bob's Super Groovy Cartoon Movie de Steve Stark : voix de l'alien portant un anneau
- 2013 : No somos animales d'Alejandro Agresti : Rudy Maravilla
- 2014 : Welcome to New York d'Abel Ferrara : Guy

### Télévision
- 1987 : Equalizer (The Equalizer) créé par Michael Sloan et Richard Lindheim : Jarret (série télévisée)

Épisode 09, saison 3 : Double Vue (Inner View)
- 1988 : Liberace: Behind the Music (en) de David Greene : Elvis Presley (téléfilm)
- 1990 : Nothing Like a Royal Show de Terry Kinane : Buddy Holly (téléfilm)
- 1992 : Les Contes de la crypte (Tales from the Crypt) créé par William Gaines : Nick Bosch (série télévisée)

Épisode 03, saison 4 : Le Tatouage (On a Deadman's Chest)
- 1992 : Parker Lewis ne perd jamais (Parker Lewis Can't Lose) créé par Clyde Philipset Lon Diamond : Harry (série télévisée)

Épisode 03, saison 5 : L'Amour, c'est l'enfer (Love Is Hell)
- 1993 : Les Trois As (The Hat Squad) créé par Stephen J. Cannell : McCauley (série télévisée)

Épisode 08, saison 1 : Lifestyles of the Rich and Infamous
- 1993 : The Last Shot de Deborah Amelon : Peter Tullis (court métrage télévisuel)
- 1993 : Boy Meets Girl de Kevin Rodney Sullivan (téléfilm)
- 1995 : The Cosby Mysteries (en) créé par David Black et William Link : Charlie Nevers (série télévisée)

Épisode 18, saison 1 : Dial 'H' for Murder
- 1996 : Nash Bridges créé par Carlton Cuse : Aaron Crow (série télévisée)

Épisode 06, saison 1 : Histoire de famille (Vanishing Act)
- 1997 : Pacific Blue créé par Bill Nuss (en) : Lewis Abernathy (série télévisée)

Épisode 14, saison 2 : La Perle noire (Black Pearl)
- 1997 : Men Behaving Badly créé par Simon Nye (en) : Simon (série télévisée)

Épisode 20, saison 1 : Testing, Testing
- 1997 : Van Helsing Chronicles de Geoffrey Sax : Détective Ken Tugman (téléfilm)
- 1998 : L'Île fantastique (en) (Fantasy Island) créé par Bob Josephon : Ricky (série télévisée)

Épisode 01, saison 1 : Pilot
- 2000 : The Chippendales Murder d'Eric Bross : Nicholas 'Nick' De Noia (téléfilm)
- 2001 : FBI Family (en) (Cover Me: Based on the True Life of an FBI Family) créé par Shaun Cassidy : Lon Colomby (série télévisée)

Épisode 18, saison 1 : Vegas Mother's Day: Part 2
- 2001-2002 : Three Sisters (en) créé par Eileen Heisler et DeAnn Heline : Elliot Quinn (série télévisée)

13 épisodes
- 2002 : Teenage Caveman de Larry Clark : Shaman (téléfilm)
- 2002 : Urgences (E.R.) créé par Michael Crichton : Craig Turner (série télévisée)

Épisode 22, saison 8 : Épidémie (Lockdown)
Épisode 01, saison 9 : La Théorie du chaos (Chaos Theory)
- 2005 : Les Experts : Miami (CSI: Miami) créé par Donahue, Zuiker et Mendelsohn : Vince Fisher (série télévisée)

Épisode 18, saison 3 : Jeux, Test et Mort (Game Over)
- 2005 : La Caravane de l'étrange (Carnivàle) créé par Daniel Knauf (en) : Bert Hagenbeck (série télévisée)

Épisode 06, saison 2 : Sur la route de Damascus (The Road to Damascus)
Épisode 08, saison 2 : Du côté de Damascus, Nebraska (Outskirts, Damascus, NE)
Épisode 12, saison 2 : La Roue tourne (New Canaan, CA)
- 2006 : Scrubs : Marc Coleman (série télévisée)

Épisode 17, saison 5 : Mon foie en morceaux (My Chopped Liver)
- 2006 : Les Experts : Manhattan (CSI: NY) : William Mamet (série télévisée)

Épisode 22, saison 2 : La Preuve par trois (Stealing Home)
- 2006 : The Closer : L.A. enquêtes prioritaires (The Closer) : Dr Woods (série télévisée)

Épisode 09, saison 2 : Une question de vie ou de mort (Heroic Measures)
- 2006 : FBI : Portés disparus (Without a Trace) : Détective Chris Pappas (série télévisée)

Épisode 05, saison 5 : Le Mauvais Exemple (The Damage Done)
- 2007 : Manchild de Stephen Gyllenhaal : Tom (série télévisée)

Pilote non diffusé
- 2007 : Women's Murder Club : Miles Van Aiken (série télévisée)

Épiosde 01, saison 1 : Affaires de femmes (Welcome to the Club)
- 2007 : Girlfriends : Steve (série télévisée)

 Épisode 7, saison 8 : Snap Back
- 2008 : Ugly Betty : Phil Roth (série télévisée)

Épisode 13, saison 2 : Leçons de drague (A Thousand Words by Friday)
- 2009 : Numbers : Gray McClaughlin (série télévisée)

Épisode 11, saison 5 : La Flèche du temps (Arrow of Time
- 2010 : Terriers : Barry (série télévisée)

Épisode 02, saison 1 : Chiens et Chevaux (Dog and Pony)
Épisode 10, saison 1 : La Menace (Asunder)
- 2010-2014 : The Middle : révérend TimTom (série télévisée)

Épisode 23, saison 1 : Sur le gril (Signals)
épisode 06, saison 2 : Halloween
Épisode 22, saison 2 : La Bonne Attitude (The Prom)
Épisode 11, saison 3 : Le Lave-vaisselle (A Christmas Gift)
Épisode 09, saison 4 : Au secours, père Noël ! (Christmas Help)
Épisode 22, saison 4 : La Danse de l'Alléluia (Hallelujah Hoedown)
Épisode 16, saison 5 : Stormy Moon
- 2013 : Burn Notice : Al Sapienza (série télévisée)

Épisode 3, saison 7 : Coup de poker (Down Range)
- 2014 : See Dad Run : Fred (série télévisée)

Épisode 15, saison 2 : See Dad Roast the Toast